# Torneo NSFL Flag Élite 2008
Il Torneo NSFL Flag Élite 2008 è stato la 2ª edizione del campionato di flag football di prima squadra, organizzato dalla NSFL.

## Squadre partecipanti
| Club            | Città   | Stadio | Sponsor ufficiale | Risultato nella stagione 2007                 |
| --------------- | ------- | ------ | ----------------- | --------------------------------------------- |
| Dark Angels     |         |        |                   |                                               |
| Gaulois Orbe    | Orbe    |        |                   | Semifinalisti                                 |
| Genève Warriors | Ginevra |        |                   |                                               |
| Morges Bandits  | Morges  |        |                   | Vicecampioni/Sesto posto in stagione regolare |
| Riviera Saints  | Vevey   |        |                   | Semifinalisti                                 |

## Stagione regolare

### Calendario

#### 1ª giornata
| Losanna 5 aprile 2008 | Riviera Saints | 32 – 20 | Morges Bandits |  |

| Losanna 5 aprile 2008 | Gaulois Orbe | 32 – 6 | Dark Angels |  |

| Losanna 5 aprile 2008 | Genève Warriors | 39 – 12 | Morges Bandits |  |

| Losanna 5 aprile 2008 | Riviera Saints | 32 – 44 | Genève Warriors |  |

| Losanna 5 aprile 2008 | Dark Angels | 6 – 60 | Gaulois Orbe |  |

#### 2ª giornata
| La Tour-de-Peilz 19 aprile 2008 | Morges Bandits | – | Gaulois Orbe |  |

| La Tour-de-Peilz 19 aprile 2008 | Genève Warriors | – | Dark Angels |  |

| La Tour-de-Peilz 19 aprile 2008 | Morges Bandits | – | Gaulois Orbe |  |

| La Tour-de-Peilz 19 aprile 2008 | Riviera Saints | – | Dark Angels |  |

| La Tour-de-Peilz 19 aprile 2008 | Morges Bandits | – | Genève Warriors |  |

| La Tour-de-Peilz 19 aprile 2008 | Riviera Saints | – | Gaulois Orbe |  |

Non sono noti i risultati.

#### 3ª giornata
| Orbe 26 aprile 2008 | Gaulois Orbe | – | Dark Angels |  |

| Orbe 26 aprile 2008 | Morges Bandits | – | Riviera Saints |  |

| Orbe 26 aprile 2008 | Genève Warriors | – | Gaulois Orbe |  |

| Orbe 26 aprile 2008 | Gaulois Orbe | – | Dark Angels |  |

| Orbe 26 aprile 2008 | Riviera Saints | – | Genève Warriors |  |

| Orbe 26 aprile 2008 | Dark Angels | – | Morges Bandits |  |

Non sono noti i risultati.

#### 4ª giornata
| Yverdon-les-Bains 10 maggio 2008 | Gaulois Orbe | – | Riviera Saints |  |

| Yverdon-les-Bains 10 maggio 2008 | Morges Bandits | – | Dark Angels |  |

| Yverdon-les-Bains 10 maggio 2008 | Genève Warriors | – | Gaulois Orbe |  |

| Yverdon-les-Bains 10 maggio 2008 | Dark Angels | – | Riviera Saints |  |

| Yverdon-les-Bains 10 maggio 2008 | Morges Bandits | – | Genève Warriors |  |

| Yverdon-les-Bains 10 maggio 2008 | Gaulois Orbe | – | Riviera Saints |  |

Non sono noti i risultati.

## Playoff

### Finale 3º-4º posto
| Losanna 17 maggio 2008 | Gaulois Orbe | 28 – 48 | Morges Bandits |  |

### II NSFL Bowl
| Losanna 17 maggio 2008 | Genève Warriors | 36 – 20 | Riviera Saints |  |

## Verdetti
- Genève Warriors Campioni NSFL Flag Élite 2008